# Sol (mitologie)
Sol, "Soarele", era în mitologia romană o divinitate solară. Aparținea generației preolimpiene: era fiul lui Hyperion și al Theiei și frate cu Luna și cu Aurora. Sol, închipuit ca un tânăr frumos și puternic, este zeul care aude și vede totul. Vestit de Aurora, care-l precede, el străbate zilnic bolta cerească pe carul său tras de patru cai iuți. Seara, Sol coboară în apele oceanului, unde-și scaldă și-și răcorește caii înfierbântați, el însuși odihnindu-se într-un palat de aur, de unde pornește din nou la drum în ziua următoare. Cu oceanida Clymene, una dintre surorile soției lui, are mai multe fiice. Acestea din urmă îi păzesc faimoasele cirezi de boi din care s-au înfruptat tovarășii lui Ulise.
Sol este adesea confundat cu Apollon, zeul luminii și al muzicii.